# Fritz Lubberger
Fritz Lubberger (* 27. April 1874 in Tiengen (Oberrhein); † 16. Februar 1952 in Emmendingen) war ein deutscher Nachrichtentechniker und Pionier der Wähltechnik.

## Leben
Fritz Lubberger studierte an der Großherzoglich Technischen Hochschule Fridericiana zu Karlsruhe, war in der Zeit von 1901 bis 1910 in den Vereinigten Staaten, wo u. a. die Wahlämter in Dayton und Grand Rapids unter seiner maßgebenden Mitarbeit gebaut wurden, arbeitete ab 13. Juli 1910 bei Siemens & Halske und promovierte 1914 bei August Schleiermacher in Karlsruhe mit seiner Dissertation Die Anpassung der Fernsprechanlagen an die Verkehrsschwankungen zum Doktoringenieur.
Er war Oberingenieur, forschte auf dem Gebiet der Fernsprech-Vermittlungstechnik und wirkte ab 1920 als Privatdozent im Lehrgebiet Fernmeldetechnik und ab 18. August 1927 bis 1940 als nichtbeamteter außerordentlicher Professor für Fernsprechanlagen mit Wählerbetrieb an der Technischen Hochschule zu Berlin.
Zu seinem 70. Geburtstag wurde ihm im Jahr 1944 die Goethe-Medaille für Kunst und Wissenschaft verliehen.

## Schriften
- Die Anpassung der Fernsprechanlagen an die Verkehrsschwankungen.  Großherzoglich Technische Hochschule Fridericiana zu Karlsruhe, Karlsruhe 1914